# Herrenhaus Haseldorf
Das Haseldorfer Herrenhaus ist ein klassizistisches Bauwerk in der Gemeinde Haseldorf in Schleswig-Holstein.

## Architektur und Park

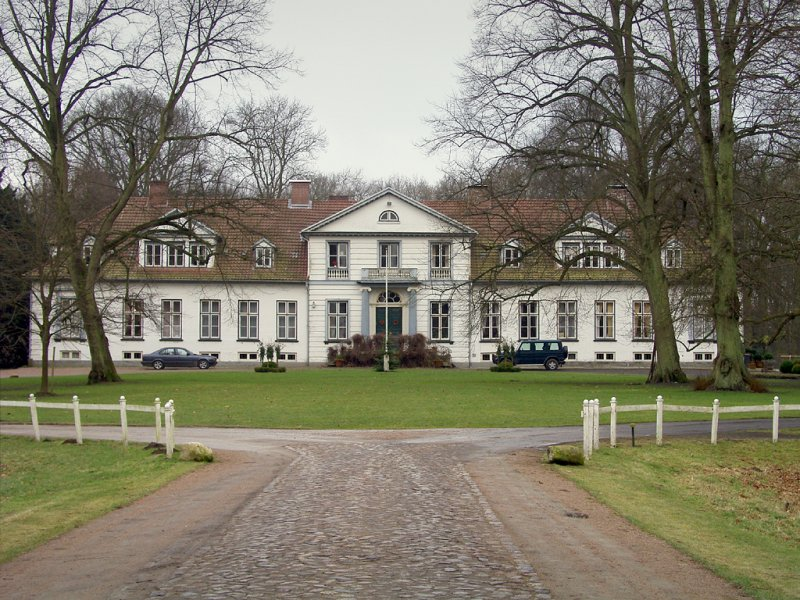
Das Herrenhaus von 1804

Die Geschichte des Gutes geht zurück bis 1190 (siehe: Haseldorf).
Das heutige Herrenhaus wurde 1804 vom dänischen Landbaumeister Christian Frederik Hansen geplant und gebaut. Der Bauherr war Hans Heinrich von Friccius-Schilden. Es handelt sich um einen eingeschossigen Backsteinbau, der flache Eckrisalite und ein zweigeschossiges, rustiziertes Mittelrisalit aufweist. Das Eingangsportal wird von Säulen flankiert. Die Freitreppe sowie die Dachgauben sind nicht ursprünglich. Sie wurden später (Ende des 19. Jahrhunderts) angelegt. Das Herrenhaus bildet zusammen mit den Nebengebäuden eine u-förmige Anlage.
- Das Kavaliershaus, das Ende des 18. Jahrhunderts erbaut wurde, liegt westlich vom Haupthaus. Es handelt sich um einen zweigeschossigen Bau aus Backstein mit einem Walmdach und zwei flachen Risaliten.

- Der Marstall liegt auf der Ostseite. Er wurde 1821 als zweigeschossiger Backsteinbau errichtet. Die Tür mit halbkreisförmigem Oberlicht ist von Pilastern flankiert und übergiebelt. Der Marstall wurde zuletzt als Apfelkeller und Lager genutzt. Um 2002 erfolgte der Umbau zu einem Wohnhaus.

- Der Gutspark, der die Anlage umgibt, weist einen artenreichen alten Baumbestand auf. Darin führt eine Allee von Norden kommend auf das Hauptgebäude zu. Im Osten des Parks, versteckt hinter hohen Bäumen, steht das 1884 erbaute Mausoleum. Dort befand sich früher eine Burg, der Burggraben und ein Wall sind noch erhalten. Am westlichen Ende des Parks steht die spätromanische Kirche St. Gabriel.

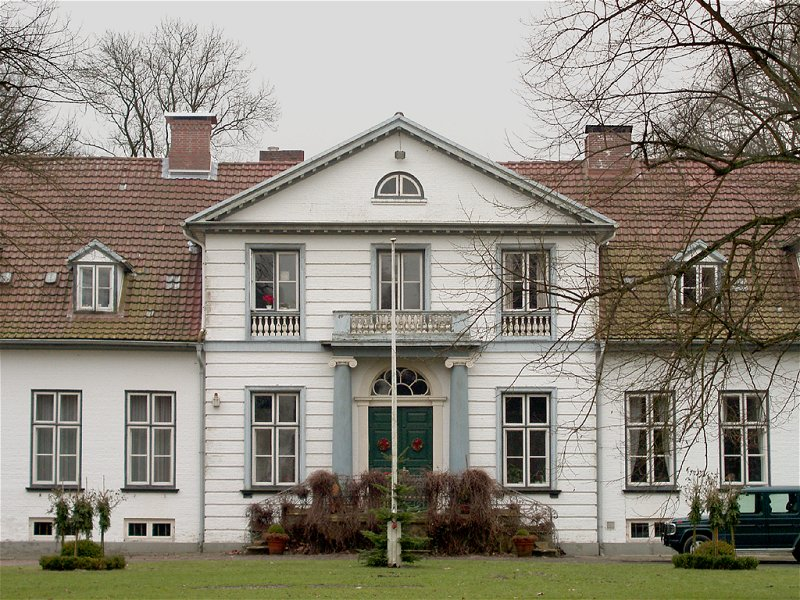
Eingangsportal des Herrenhauses
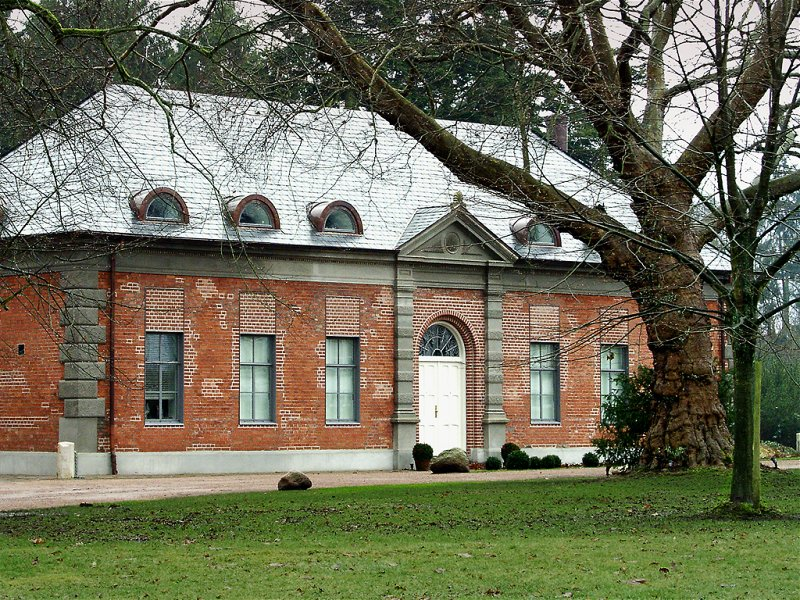
Marstall von 1821
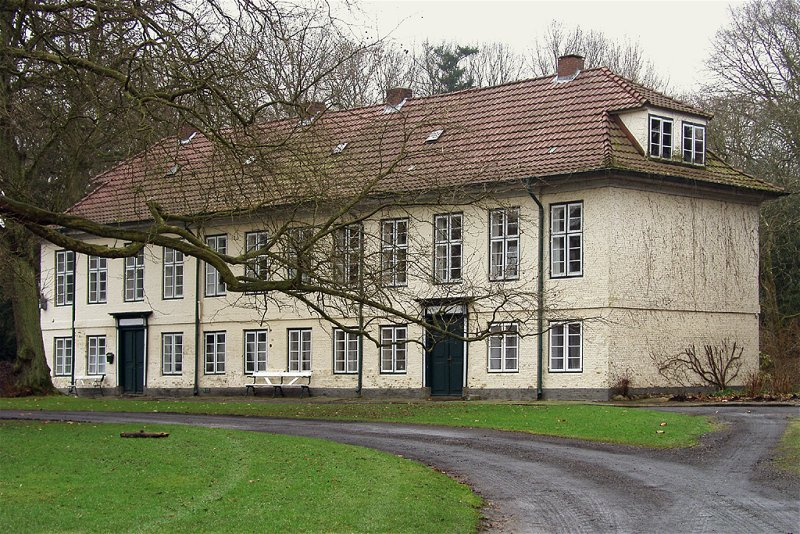
Kavaliershaus vom Ende des 18. Jahrhunderts
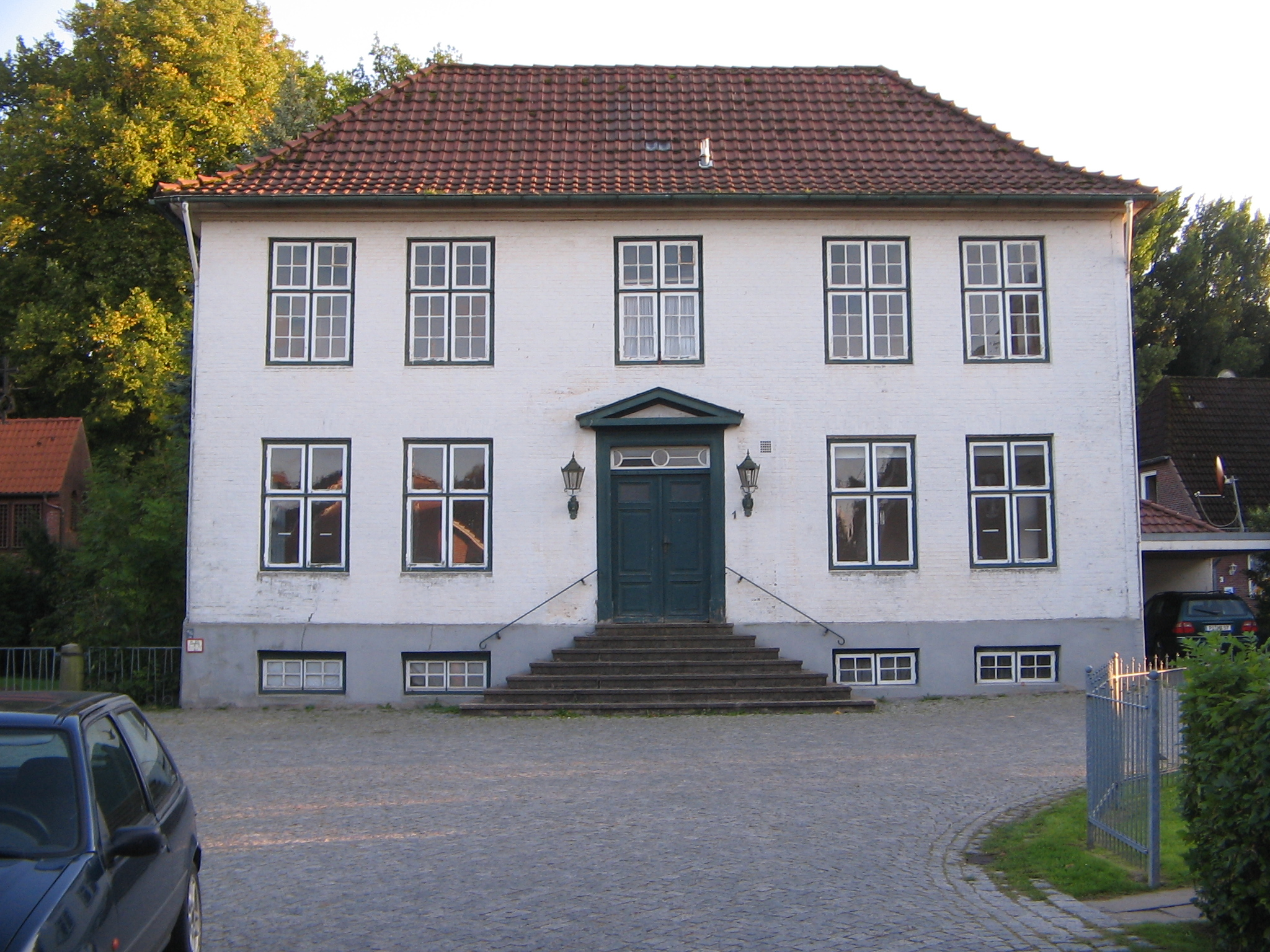
Rendantenhaus

## Geschichte
Im 12. Jahrhundert setzte die Eindeichung der Haseldorfer Marsch ein. Der Erzbischof von Bremen ließ 1184 in Haseldorf eine Burg anlegen. Sie wurde bei Kriegswirren 1258 zerstört und 1317 neu errichtet. Vorübergehend diente sie als Raubritternest mit unterschiedlichen Eigentümern.
Die Vogtei Haseldorf ging 1460 an den König Christian I. von Dänemark. 1494 verkaufte König Johann I. die Vogtei an den Ritter Hans von Ahlefeldt. 1627 zerstörten im Dreißigjährigen Krieg Truppen Wallensteins die Burg. 1731 erwarb die Familie von Schilden das Anwesen von den Ahlefeldts. 1896 fiel das Gut Haseldorf (zusammen mit Haselau und Hetlingen sowie Palsgaard/Dänemark) an den Prinzen Emil von Schoenaich-Carolath-Schilden (1852–1908) als Sohn der Emilie von Oppen-Schilden. Der Prinz war Lyriker und Erzähler. Zu seiner Zeit wurde das Herrenhaus zu einem literarischen Treffpunkt. Unter anderem war Rainer Maria Rilke hier zu Gast. Das Grab des „Dichterprinzen“ findet man auf dem alten Friedhof von St.-Gabriel. Heute ist Udo Prinz von Schoenaich-Carolath Hausherr im Haseldorfer Gut.